# Home Moravian Church

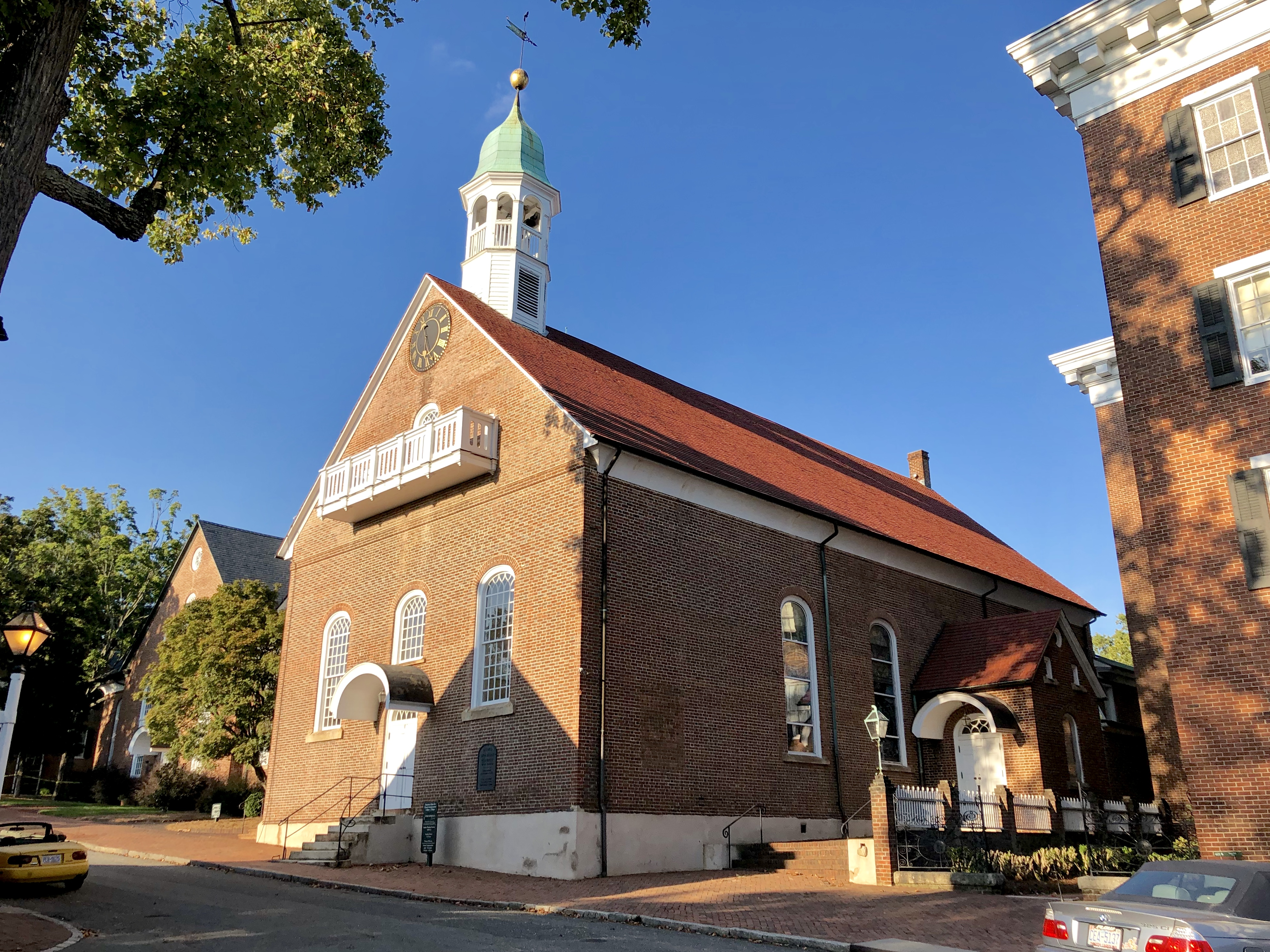
Home Moravian Church (Ansicht von Südwesten)

Home Moravian Church ist ein Kirchensaal der Herrnhuter Brüdergemeine (Moravian Church) innerhalb der historischen Herrnhuter Siedlung Salem, heute Teil der Großstadt Winston-Salem im Staat North Carolina, USA.

## Gründung Salems und Bau des Gemeinhauses
Im Jahr 1753 hatten die Herrnhuter von John Carteret, 2. Earl Granville, im Hinterland von North Carolina Land in der Größe von 98.985 Acres (≈ 400 km²) gekauft und im selben Jahr mit einem Besiedlungsprojekt begonnen. Nach Bethabara und Bethania (gegründet 1759) entstand ab 1766 mit Salem die dritte Siedlung in dem von den Herrnhutern „Wachau“ genannten Gebiet.
Das erste Gebäude der neuen Siedlung war ein Wohnhaus, doch schon im zweiten Haus, dessen Grundstein am 1. Oktober 1766 gelegt wurde, befand sich ein größerer Raum, Saal genannt, der für die gottesdienstlichen Versammlungen der noch kleinen, aber wachsenden Gruppe von Siedlern bestimmt war.

## Bau des Kirchensaals
Am 12. Juni 1798 wurde der Grundstein für den noch heute genutzten Kirchensaal gelegt, am 9. November 1800 wurde er eingeweiht. Während im Inneren des Gebäudes im Laufe der Zeit vielfältige Umbauten und Umgestaltungen vorgenommen wurden, zeigt die Außenhaut im Wesentlichen noch die Gestalt der Erbauungszeit.